# Chelo Alonso
Chelo Alonso, született Isabel Apolonia García Hernández (Camagüey, 1933. április 10. – Mentana, Olaszország,  2019. február 20.) kubai színésznő.

## Filmjei
- Róma csillaga (Nel segno di Roma) (1959)
- Tunisi top secret (1959)
- Il terrore dei barbari (1959)
- La scimitarra del saraceno (1959)
- I Reali di Francia (1959)
- Guardatele ma non toccatele (1959)
- Vörös álarcos (Il terrore della maschera rossa) (1960)
- Gastone (1960)
- La strada dei giganti (1960)
- Le signore (1960)
- La regina dei tartari (1960)
- Morgan, a kalóz (Morgan il pirata) (1960)
- Maciste nella valle dei Re (1960)
- La ragazza sotto il lenzuolo (1961)
- Maciste nella terra dei ciclopi (1961)
- Quattro notti con Alba (1962)
- A Jó, a Rossz és a Csúf (Il buono, il brutto, il cattivo) (1966)
- Corri uomo corri (1968)
- La notte dei serpenti (1969)